# Теория на системите
Системната теория е интердисциплинарно изследване на системи или групи от взаимосвързани, взаимозависими части, които могат да бъдат както естествени, така и създадени от човека. Всяка система е ограничена в пространството и времето, повлияна от околната среда, дефинирана от своята структура и предназначение и изразена чрез своето функциониране. Една система може да проявява качества, които не са присъщи на никоя от частите ѝ, свойство известно като синергия, определяно от някои автори като „възникване“ (на английски в употреба е понятието emergence).
Промяната на една част от системата може да повлияе други нейни части, а също и на цялата система. Възможно е да се предвидят тези промени в моделите на поведение. За системи, които са способни да се учат и адаптират, растежът и степента на адаптация зависят от това колко добре системата е ангажирана със своята среда. Някои системи могат да поддържат други системи, като предотвратяват тяхната повреда или разрушаване. Теорията на Системите има за цел да моделира динамиката, ограниченията, условията за съществуване и функциониране на системата и да изясни принципи (като цел, мярка, методи, инструменти), които могат да бъдат разпознати и приложени към други системи на всяко ниво на рекурсивно влагане и в широк набор от полета за постигане на оптимизирана „еквифиналност“. 
Общата теория на системите е свързана с разработването на широко приложими концепции и принципи, за разлика от теориите, валидни за дадена конкретна област на знанието. Могат да бъдат разграничени динамични или активни системи от статични или пасивни системи. Активните системи са дейности или компоненти, които взаимодействат в поведението и процесите. Пасивните системи са структури и компоненти, които се обработват. Например, една програма е пасивна, когато е дисков файл и активна, когато работи в паметта.  Областта е свързана със системен подход, машинна логика и системно инженерство.
Важен принос към теорията на системите например са работите на белгийския физикохимик Иля Пригожин.